# Flugplatz Marigny-le-Grand

i7
i11
i13
Die Aérodrome Marigny-le-Grand ist ein früherer NATO-Reserve-Militärflugplatz in Frankreich, dessen Wurzeln bis in die Zeit des Zweiten Weltkriegs zurückreichen. Die ehemalige Basis liegt in der Region Grand Est im Département Marne auf dem Gebiet der Gemeinden Marigny und Gaye, etwa zwölf Kilometer südöstlich von Sézanne.
Mitte Juni 1940 zum Ende des Westfeldzugs der deutschen Wehrmacht lag das komplette Jagdgeschwader 2 mit seinen Bf 109E für einige Tage bei Marigny.
Der Bau der jettauglichen NATO-Reserve-Basis mit drei margaritenförmigen Abstellbasen für drei Kampfflugzeug-Staffeln erfolgte nach Beginn des Kalten Kriegs im Wesentlichen zwischen 1952 und 1956 und kleinere Erweiterungen erfolgten bis Anfang der 1960er Jahre. Hauptnutzer war das 3. Jagdgeschwader (3e Escadre de Chasse), das bis 1961 in Reims lag und seither in Nancy-Ochey stationiert ist. Auch die Escadron de chasse EC 1/8 und das 11e Escadre de Chasse aus Toul nutzten die Basis. Auch nach dem Austritt Frankreichs aus der NATO Militärstruktur wurde der Flugplatz zunächst weiter vorgehalten.
Bis Anfang des 21. Jahrhunderts wurde er über viele Jahre von Segelflugzeugen genutzt, die Basis wurde in dieser Zeit nach wie vor vom Verteidigungsministerium unterhalten. Eine wirtschaftliche Nachnutzung ist nicht geplant, da das Areal als EU-Schutzgebiet für Fauna und Flora ausgewiesen ist.